# Mahé (prénom)
Pour les articles homonymes, voir Mahé.
Mahé est un prénom breton, équivalent du français Mathieu. Il existe aussi les variantes et diminutifs Mazhev, Mazho, et Mazhoig. Ce prénom qui vient de l'hébreu signifie "don de Dieu".[réf. nécessaire] Sa  fête est le 21 septembre. Matthieu était l'un des douze apôtres de Jésus dans la bible. On doit le premier évangile à cet apôtre, écrit vers les années 60 apr. J.-C. Après la Pentecôte, Matthieu partit porter la bonne parole en Éthiopie.  
Ce prénom est un prénom épicène, il peut être à la fois masculin ou féminin. Toutefois, en français la graphie Mahé semble réservée aux garçons, et la graphie Maé ou Mahée aux filles. Sa relative popularité est récente, même si son usage est attesté dès 1392 en la personne de Mahe Le Talpec de Guérande, en Loire-Atlantique.
Il est fréquemment aujourd'hui utilisé sous sa forme féminine : Mahée.

## Personnalités
Quelques personnalités portent ce prénom :
- Mahé Drysdale (1978 - ), rameur néo-zélandais.
- Mahée Paiement (1976- ), personnalité, animatrice et actrice québécoise.
- Mahé de La Bourdonnais  (1699-1753) officier de marine français, amiral de France.
- Voir Tous les articles commençant par « Mahé » ; voir aussi Tous les articles commençant par « Mahe ».